# Вязьмітіна Марія Іванівна
Вязьмі́тіна Марі́я Іва́нівна (22 квітня 1896, с. Круподеринці тоді Бердичівського повіту на Житомирщині — нині Погребищенський район Вінницької області — 3 квітня 1994, Київ) — українська вчена-археолог, мистецтвознавиця, сходознавиця, музейна працівниця, бібліотекарка.

## Життєпис

### Дитинство та юність
Марія Іванівна Вязьмітіна народилась 22 квітня 1896 р. у с. Круподеринці Бердичівського повіту на Київщині (нині Погребищенський р-н Вінницької обл.)
В 1916 р. з золотою медаллю закінчила 8 класів Київської Фундуклеївської жіночої гімназії. Восени 1916 р. вступила на історико-філологічний факультет Київських вищих жіночих курсів, де на слов’яно-російському відділенні провчилась до 1922 р. За роботу «Синтаксис русских пословиц» отримала ступінь кандидата філологічних наук.
У гімназійні роки почала працювати репетиторкою для учнів. Навчаючись на Київських вищих жіночих курсах, працювала у Всеросійському Земському союзі, кореспонденткою Театрального відділу у Відділі мистецтв, адресаторкою в адресному столі, друкаркою в редакціях газет.

### Мистецтвознавча освіта
У 1923-1924 рр. навчалась на мистецтвознавчому відділенні Київського археологічного інституту, де її викладачами були Данило Щербаківський, Олексій Новицький, Всеволод Зуммер, Сергій Гіляров, Федір Ернст, Федір Шміт та ін.
Після закриття Київського археологічного інституту продовжувала освіту в гуртку «Studio» при Кабінеті українського мистецтва УАН (керівник гуртка - О. Новицький, почесні члени – Д. Щербаківський, Ф. Ернст, В. Зуммер).
В 1927 р. М.І. Вязьмітіна вступила в аспірантуру при Музеї мистецтв ВУАН в Києві (нинішній Національний музей мистецтв ім. Богдана та Варвари Ханенків) та в Харківському філіалі науково-дослідної кафедри мистецтвознавства АН УРСР по відділу мистецтва Близького Сходу. В 1929 р. захистила промоційну роботу на звання наукового працівника-мистецтвознавця на тему «Мусульманський інкрустований бронзовий посуд часів розквіту».

### Робота в Музеї Мистецтв ВУАН
З 1930 до 1934 р. працювала в Музеї мистецтв ВУАН завідувачкою відділу мистецтва Сходу, який організувала. Так само 1929 року організувала відділ мистецтва Сходу в Харківському Художньо-Історичному музеї.
Під час роботи в музеї брала участь в експедиціях в Центральну Азію, Крим та Кавказ, була учасницею конференцій в Керчі (1926), в Херсонесі (1927), Всесоюзного з’їзду сходознавців у Харкові. В 1935 була запрошена на 5 міжнародний конгрес по іранській археології та мистецтву в Ленінграді.
Протягом 1930-1931 рр. читала курс з історії мистецтва Близького Сходу в Київському Художньому інституті на музейному відділенні.
Після закриття у 1934 р. Відділу Сходу Музею мистецтв ВУАН перейшла на роботу в бібліотеки. Працювала завідувачкою бібліотеки в Інституті геології і мінералогії в 1934-1935 рр., пізніше – в Київському Будинку архітекторів з 1936 по 1941 рр.

### Робота в бібліотеках та в експедиціях Михайла Массона
В 1937 р. брала участь у Термезькій археологічній комплексній експедиції (керівник - Михайло Массон) в якості начальниці загону і проводила розкопки на городищі Айртам стародавньої Бактрії часів кушанів.
Під час окупації перебувала в Києві, працюючи у фондах закритих бібліотек у приміщенні Київського університету ім. Т.Г. Шевченка.
Протягом 1943-44 рр. завідувала бібліотекою Союзу Радянських архітекторів в Києві. З 1944 року заснувала Наукову бібліотеку Академії архітектури УРСР (нині – Державна наукова архітектурно-будівельна бібліотека ім. В.Г. Заболотного), роботою якої керувала до 1948 року.
Паралельно працювала в Південно-Туркменістанській археологічній комплексній експедиції – з 1946 р. протягом чотирьох сезонів проводила розкопки на парфянському городищі Нова Ніса в якості начальниці загону.

### Захист дисертації
В 1947 році захистила дисертацію на ступінь кандидата історичних наук при Середньоазійському державному університеті (Ташкент) на тему «Пам’ятки кушанського мистецтва в Айртамі», за результатами власних розкопок 1937 р.

### Робота в Інституті археології АН УРСР
В 1948 році як спеціалістка в галузі мистецтва і культури східних народів була запрошена в Інститут археології АН УРСР на посаду старшого наукового співробітника відділу скіфо-античної археології. Спочатку працювала над темою скіфського звіриного стилю. Разом з Євгенією Покровською у 1950 р. проводила польові дослідження ранньоскіфського городища в околицях с. Жаботин Каменського району Кіровоградської (нині Черкаської) області.

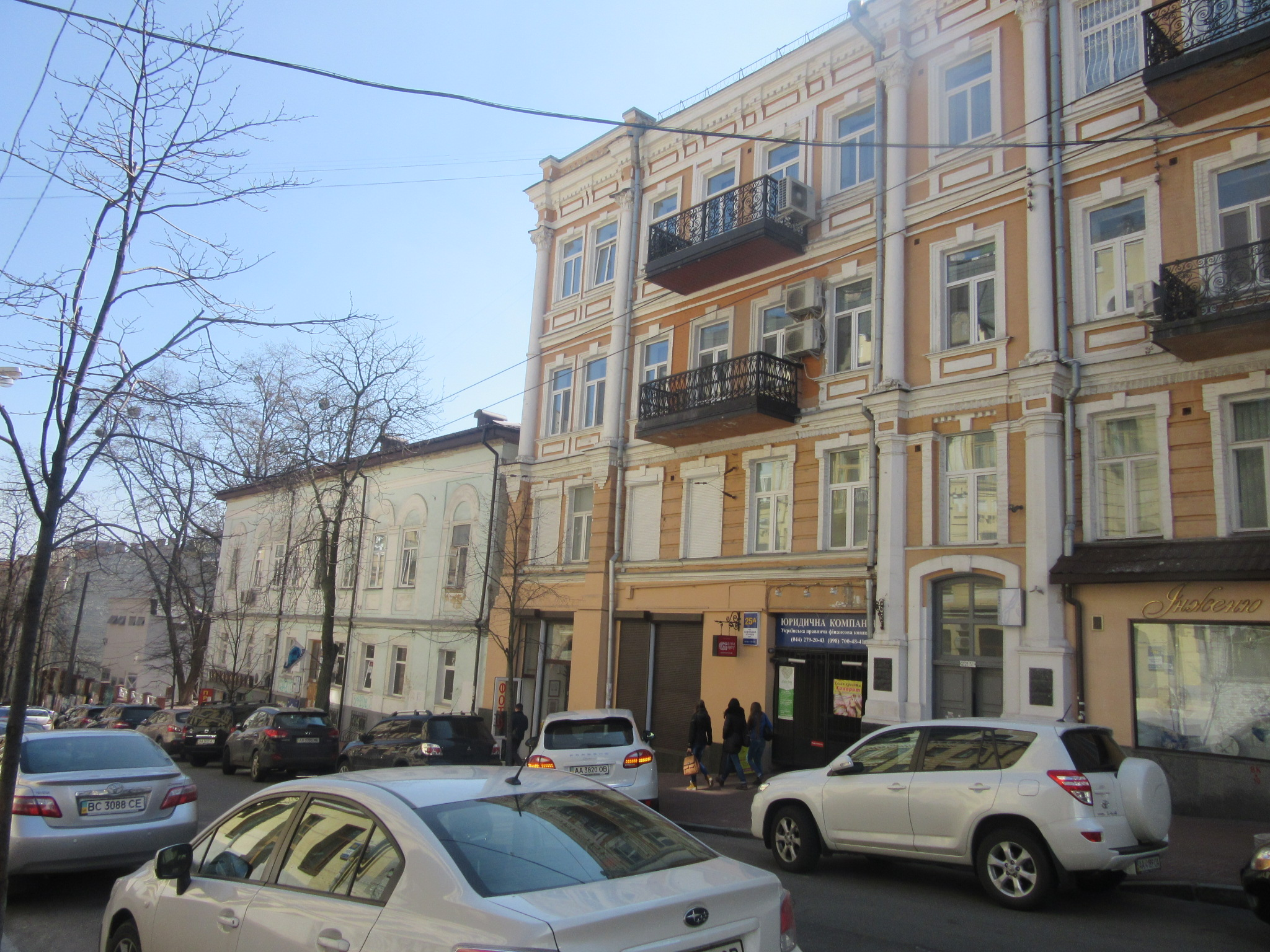
Будинок Марії Вязьмітіної у Києві за адресою Софіївська, 25

З 1950 року, у зв’язку зі змінами у темплані Інституту, їй запропонували зайнятись пам’ятками сарматських племен. У 1951-1952 рр. вона брала участь у роботі Молочанської експедиції, розкопуючи сарматські могильники біля с. Новопилипівка та радгоспу Аккермень (Запорізька обл.) Так нею були закладені підвалини вивчення сарматських пам’яток в Україні. Їй належать узагальнюючі праці з цього питання – починаючи від публікацій у перших КСИА та «Нарисах стародавньої історії УРСР» до відповідних розділів у фундаментальному виданні «Археологія УРСР» (1971) та його перевиданні російською мовою (1986).
Протягом 1954 -1963 рр. проводила розкопки пізньоскіфського городища і могильника Золота Балка (Херсонська обл.), результатом чого стали дві монографії.
Протягом 1956 року завідувала Науковим архівом Інституту, який після неї очолив Віктор Петров.
В Інституті археології пропрацювала до виходу на пенсію в 1970 році, після чого, однак, продовжувала наукову роботу. Свій особистий архів Марія Вязьмітіна передала Науковому архіву Інституту археології НАН України.
Проживала в Києві за адресою Софіївська, 25.

### Смерть і поховання
Померла 3 квітня 1994 року. Похована на Байковому цвинтарі в Києві, разом з подругою мистецтвознавицею Марією Новицькою, недалеко від могили Лесі Українки.

## Ушанування пам'яті
На честь 120-річного ювілею Марії Вязьмітіної у квітні 2016 р. було проведено науковий семінар «Мистецтво ісламу в музеях України [Архівовано 8 липня 2018 у Wayback Machine.]» Національним музеєм мистецтв ім. Богдана та Варвари Ханенків,
На честь 120-річного ювілею Марії Вязьмітіної у квітні 2016 р. було проведено конференцію "Бібліотекарки України: Марія Вязьмітіна [Архівовано 8 липня 2018 у Wayback Machine.]" Державною науковою архітектурно-будівельною бібліотекою ім. В.Г. Заболотного.

## Вибрані праці
- Ісламські збірки Харківського художньо-історичного музею (бронза, кераміка, дерево) // Мистецтвознавство. – Харків, 1928. – Зб.1. – С. 129-145.
- Мистецтво Сходу. – Харків, 1929.
- Мистецтво країн ісляму. Каталог. - К., 1930.
- Раскопки на городище Айртам. // Труды АН Уз ССР. – Т.2. – Термезская археологическая экспедиция. – Ташкент, 1945. – С. 23-34.
- Керамика Айртама времени кушанов. // Труды Академии наук УзССР. – Т. 2. – Термезская археологическая экспедиция. – Ташкент, 1945. – С. 35–64.
- Археологическое изучение городища Новая Ниса в 1946 г. // Тр. ЮТАКЭ. – Т.1. – Ашхабад, 1949. – С. 147-169.
- Памятники раннего железного века в окрестностях с. Жаботин, Кировоградской области. // Краткие сообщения Института археологи, Вып.1. – К., 1952.
- Изучение сарматских племен степной Украины // Краткие сообщения Института археологи, Вып.2. – К., 1953.
- Сарматские погребения у с. Новофилипповка // Вопросы скифо-сарматской археологии. – М., 1954.
- Археологические работы на городище Новая Ниса в 1947 г. // Тр. ЮТАКЭ. – Т.2. – Ашхабад, 1954. – С. 147-168.
- Сарматські племена // Нариси стародавньої історії Української РСР. – К., 1957.
- Вивчення сарматів на території Української РСР // Археологічні пам’ятки УРСР. – К., 1960. Т.8.
- Кургани біля с. Новопилипівка і радгоспу Аккермень // Археологічні пам’ятки. – К., 1960. Т.8. (співавт.)
- Золота Балка. Поселення сарматського часу на нижньому Дніпрі. – К., 1962.
- Ранние памятники скифского звериного стиля // СА. – 1963. - №2.
- Фракийские элементы в культуре населения городищ Нижнего Днепра // МИА. – 1969.
- Терракотовые статуэтки из с. Золотая Балка // Терракоты Северного Причерноморья. – М., 1970.
- Пам’ятки та культура сарматів // Археологія Української РСР. – К., 1971. Т.2.
- Золотобалковский могильник – К., 1972.
- Портретная эмблема из Золотой Балки // Ольвия. – К., 1975.
- Городища Нижнего Днепра // Археология Украинской ССР – К., 1986. Т.2.
- Сарматское время. // Археология Украинской ССР – К., 1986. Т.2.